# Al-Buhajra

Lokalizacja muhafazy

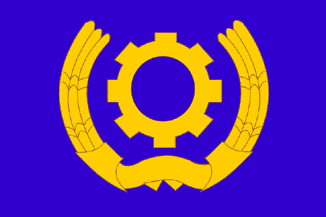
Flaga muhafazy

Al-Buhajra (arab. البحيرة) – prowincja gubernatorska (muhafaza) w Egipcie, na północy kraju. Zajmuje powierzchnię 9826 km². Stolicą administracyjną jest Damanhur. Według spisu powszechnego w listopadzie 2006 roku populacja muhafazy liczyła 4 747 283 mieszkańców, natomiast według szacunków 1 stycznia 2015 roku zamieszkiwało ją 5 804 262 osób.